# Presto (fiets)
Presto is een winkel en fietsmerk uit Amsterdam.
In 1924 startte een winkel aan de Haarlemmerstraat in Amsterdam met de verkoop van fietsen. Later kwam daar, zoals wel vaker in die tijd, de fabricage van frames in eigen atelier erbij.
Het merk won aan bekendheid toen wielrenners als Leo Duyndam, René Pijnen, Danny Clark, Cees Stam, Ferdinand Bracke en Roy Schuiten in de jaren zestig en zeventig van de 20e eeuw successen behaalden met Presto fietsen.
Tot in de jaren negentig werden nog in de eigen werkplaats frames gemaakt. Omdat dat, mede door strengere milieu-eisen, niet langer lonend bleek werden frames nadien van derden betrokken.
Inmiddels heeft het merk twee winkels.